# San Salvatore (Film)
San Salvatore ist eine Literaturverfilmung von Werner Jacobs aus dem Jahr 1955. Sie entstand nach dem gleichnamigen Roman von Hans Kades.

## Inhalt
Im Sanatorium Collina d’Oro am Luganersee zu Füßen des Berges San Salvatore hofft die Hamburgerin Dagmar Gerken schon seit drei Jahren auf vollständige Heilung ihrer Lungenerkrankung. Zwei neue Ärzte kommen im Sanatorium an: Die Chirurgen Dr. Robert Kant und Dr. Manfred Carrell sollen bei der Entwicklung neuer Heilungsmethoden helfen. Beide sind schon seit längerer Zeit befreundet.
Auf einem Spaziergang wird Dagmar von einer Kreuzotter gebissen. Robert, der sich zufällig in der Nähe aufhält, kümmert sich um sie. Beide verlieben sich ineinander. Während Dagmar jedoch bald das Sanatorium verlassen kann, entscheidet sich Kant, für fünf Jahre im Collina d’Oro zu bleiben und zu forschen. Die enttäuschte Dagmar reist ohne ihn ab und wird dabei von Manfred Carrell begleitet, der ihr bei ihren ersten Schritten in den Alltags behilflich ist. Beide werden ein Paar und heiraten. Manfred beginnt in München als Chirurg zu arbeiten und vernachlässigt Dagmar zunehmend. Er beginnt eine Affäre mit Katharina Hallberg und Dagmar, die davon erfährt, verschweigt ihm verletzt ihre Schwangerschaft.
Robert erscheint in München, wo er auf einem Kongress neue Operationsmethoden vorstellen will. Er trifft sich auch mit Dagmar und erkennt, wie unglücklich sie ist und wie sehr er sie noch liebt. Auf dem Kongress kommt es zu einem wissenschaftlichen Disput über Roberts neue Operationsmethoden, wobei sich Manfred gegen seinen einstigen Freund stellt. Als Robert Manfred später wegen seiner Affäre mit Katharina zur Rede stellt, verbittet sich Manfred jede Einmischung.
Manfreds Schwester Trude gelingt es in einer Unterredung, Katharina zum Verzicht auf Manfred zu überzeugen. Als Manfred seine Schwester wütend zur Rede stellt, ist Dagmar unfreiwillige Zuhörerin. Sie erkennt, dass sie Manfred nichts mehr bedeutet, und wird ohnmächtig. In der Folge verliert sie ihr ungeborenes Kind und auch ihre Lungenerkrankung setzt wieder ein. Obwohl Manfred sein Verhalten wiedergutmachen will, lehnt Dagmar ihn nun ab. Sie kehrt nach Lugano zurück, wo Robert ihr mit seiner neuen Operationsmethode das Leben rettet. Dagmar und Robert können nun ein gemeinsames Leben beginnen.

## Produktion

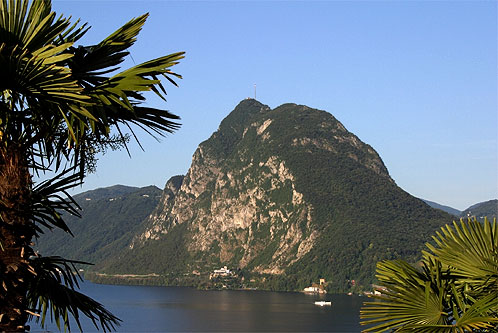
Ansicht des Bergs San Salvatore

Die Innenaufnahmen fanden in München-Geiselgasteig und Hamburg statt. Einzelne Operationsszenen wurde in der Münchner Charité gedreht, wobei Charité-Ärzte in Szenen assistierten. Die Außenaufnahmen wurden in Lugano gedreht. Die Uraufführung von San Salvatore fand am 9. März 1956 in der Lichtburg in Essen statt.

## Kritik
Die zeitgenössische Kritik befand, dass Dieter Borsche als Dr. Kant in San Salvatore „zur eigenen Sittenstarre“ zurückgefunden hätte: „Die Situationen … sind weit ärger gegen die Natur als die Dialoge.“
Das Lexikon des internationalen Films bezeichnete San Salvatore als „unrealistischen ‚Zauberberg‘-Verschnitt“, in dem „Sentimentalität und Tristesse“ vorherrschen würden.